# Le Glaive et la Balance
Ne doit pas être confondu avec l'émission de télévision Le Glaive et la Balance.
Pour plus de détails, voir Fiche technique et Distribution.
Le Glaive et la Balance est un film franco-italien réalisé par André Cayatte, sorti en 1963.

## Synopsis
Sur la Côte d’Azur, le jeune Patrick, fils de la richissime Madame Winter, a été enlevé avec demande de rançon. La police, alertée, surveille de loin la remise de la rançon dans le but d'appréhender les criminels. Ce sont deux hommes qui réussissent à s'échapper. Traqués, ils abattent un policier, assassinent leur otage et s'enfuient par la mer à bord d'une vedette Chris-Craft. Mais, cernés de toutes parts, les deux hommes accostent sur un îlot et se réfugient dans un phare désaffecté. Lorsque la police les somme de se rendre, trois hommes en sortent, chacun des trois prétend avoir vu entrer deux hommes qu'il ne connaissait pas. La police va rapidement découvrir que tous les trois ont un lourd passif susceptible de les rendre également suspects.

## Fiche technique
- Titre original : Le Glaive et la Balance
- Titre italien : Uno dei tre
- Réalisation : André Cayatte
- Scénario : André Cayatte
- Adaptation : Charles Spaak
- Dialogues : Henri Jeanson
- Décors : Rino Mondellini
- Photographie : Roger Fellous
- Son : Jean-Claude Marchetti, Jean Labussière
- Montage : Paul Cayatte, Liliane Saurel
- Musique : Louiguy
- Photographe de plateau : Roger Corbeau[1]
- Producteurs : Willy Pickardt, Robert Sussfeld
- Directeur de production : Ulrich Pickardt
- Producteur délégué : Alain Poiré
- Sociétés de production : Gaumont (France), Trianon Productions (France), Ultra Films (Italie), Sicilia Cinematografica (Italie)
- Société de distribution : Gaumont (France et étranger)
- Pays de production : France, Italie
- Langue originale : français
- Format : noir et blanc — 35 mm — 2.35:1 (Franscope) — son monophonique
- Genre : drame, thriller
- Durée : 131 minutes
- Date de sortie :
  - France : 1er février 1963
- (fr) Classification CNC : tous publics (visa d'exploitation no 26037 délivré le 1er février 1963)

## Distribution
- Anthony Perkins : Johnny Parson
- Jean-Claude Brialy : Jean-Philippe Prévost
- Renato Salvatori (VF : Marcel Bozzuffi) : François Corbier
- Pascale Audret : Agnès, petite-amie de Johnny Parson
- Anne Tonietti : Christine Prévost, sœur de Jean-Philippe
- Marie Déa : Madame Winter
- Élina Labourdette : Simone Darbon, la maîtresse de François
- Sophie Grimaldi : Brigitte, la maîtresse de Jean-Philippe
- Camille Guérini : le juge Noblet
- Fernand Ledoux : le procureur
- Jacques Monod : le commissaire Pranzini
- Maurice Nasil : un juré
- Henri Vilbert : un juré
- Pierre Mirat : un juré
- Marcel Pérès : le juré paysan
- Lou Bennett : The Lou Bennett and Kenny Clark Jazz Combo
- Teddy Bilis : le juré qui refuse de statuer
- Jean Ozenne : l'« amateur d'art » qui fait des avances à Johnny
- Charles Blavette : Jules, le conducteur du Chris-Craft de François Corbier lors de son ski nautique
- Robert Rollis : le journaliste qui photographie la propriété Winter depuis le Chris-Craft de François
- Paul Amiot : un homme
- Claude Cerval : M. Plouzenec
- Diane Lepvrier (créditée Diana Lepvrier) : Marianne
- Héléna Manson : la dame au chapeau du jury
- Gilberte Géniat : la femme blonde du jury
- Germaine Delbat : Mme veuve Prévost, la mère de Jean-Philippe et Christine
- Jacques Marin : le gendarme au tribunal
- Maurice Chevit : un inspecteur
- Bernard Musson : un inspecteur
- Janine Darcey : la patronne à Megève
- Robert Le Béal : le patron à Megève
- Gabriel Gobin : le concierge du palais de justice
- Mae Mercer (en) : Dina, la chanteuse de jazz

## Production

### Tournage
- Année de prises de vue : 1962. L'action commence lors du 3e festival de Jazz d'Antibes Juan-les-Pins qui se déroule au mois de juillet 1962. Le dépôt de la rançon s'effectue de nuit au pied d'un panneau publicitaire affichant « 3e Festival international de Jazz Antibes Juan 18-24 juillet », ce qui correspond à la réalité puisque la première manifestation du festival a eu lieu en 1960. Les trois suspects fréquentent le club de jazz Tam-Tam, référence au Pam-Pam qui a été créé à Juan-les-Pins en 1927[2].
- Intérieurs : studios de la Victorine (Nice) et à Franstudio[3].
- Extérieurs : 
  - Alpes-Maritimes : Antibes/Juan-les-Pins, Cap d'Antibes, Mandelieu-la-Napoule, Nice (devant le palais de justice) ;
  - Ille-et-Vilaine : Saint-Malo, scène sur les remparts[4] avec Marie devant la boutique de Mme Prévost ;
  - Yvelines : Le Mesnil-Saint-Denis, scènes devant le château des Plouzenec, avec Jean-Philippe (Jean-Claude Brialy), sa sœur Christine, M. Plouzenec et Marie[5].

### Musique
Musique additionnelle : La Vie en rose, instrumental, musique de Louiguy.

## Distinctions

### Récompense
David di Donatello 1963 : David di Donatello du meilleur producteur à Gaumont, Trianon Productions et Ultra Films.